# Gran Premio del Qatar 2024
Il Gran Premio del Qatar 2024 è stata la ventitreesima prova della stagione 2024 del campionato mondiale di Formula 1. La gara si è corsa domenica 1º dicembre sul circuito di Lusail di Doha ed è stata vinta dall'olandese Max Verstappen su Red Bull Racing-Honda RBPT, al sessantatreesimo successo in carriera; Verstappen ha preceduto all'arrivo il monegasco Charles Leclerc su Ferrari e l'australiano Oscar Piastri su McLaren-Mercedes.
All'intero weekend di gara hanno assistito 154 973 spettatori, nuovo record per il Gran Premio del Qatar sul circuito di Lusail. Il precedente primato apparteneva all'edizione del 2023, caratterizzata da una presenza di 120 000 spettatori nel fine settimana.

## Vigilia

### Analisi per il campionato costruttori
La scuderia britannica McLaren ha l'opportunità di conquistare il nono titoli costruttori, il primo dal 1998. Il team di Woking comanda la classifica costruttori con 608 punti, 24 punti davanti alla Ferrari, seconda, e 53 punti davanti alla Red Bull Racing, terza. Dopo la disputa di questo appuntamento, un totale di 44 punti sono ancora ottenibili nel successivo e ultimo Gran Premio di Abu Dhabi. La McLaren deve ottenere 20 punti più della Ferrari per laurearsi campione, e non perderne nove dalla Red Bull Racing. Con un numero pari di vittorie stagionali tra McLaren e Ferrari, al momento cinque, il titolo andrebbe alla casa di Woking per il maggior numero di secondi posti, dieci contro tre. Il titolo costruttori, a prescindere dai risultati finali, non può essere deciso al termine della Sprint.

### Aspetti tecnici
Per questo Gran Premio la Pirelli, fornitore unico degli pneumatici, offre la scelta tra gomme di mescola C1, C2 e C3, le mescole più dure della gamma del genere di coperture messe a disposizione dall'azienda italiana. La Pirelli conferma la stessa tipologia di pneumatici fin dall'edizione inaugurale del 2021 quando il circuito debuttò nel calendario del campionato mondiale di Formula 1. Essa viene stabilita per la sesta volta in stagione, la prima dal Gran Premio d'Olanda. Prima del Gran Premio di San Paolo, la Pirelli stabilisce la tipologia dell'ultimo Gran Premio della stagione, quello di Abu Dhabi.
Dopo che nel precedente Gran Premio di Las Vegas in Nevada si è corso su un tracciato cittadino con curve a media e bassa velocità e con temperature di aria e asfalto di poco superiori ai 10 °C, questo appuntamento si disputa su un tracciato permanente, caratterizzato da curve medio-veloci, e temperature attorno ai 25 °C. L'edizione precedente fu caratterizzata da una decisione della Federazione che impose un numero massimo di giri (18) per ogni set di gomme da utilizzare in gara, il che determinò nei fatti l'effettuazione di tre pit stop per ogni pilota. La decisione della direzione gara si rese necessaria dopo che i tecnici della Pirelli avevano evidenziato la possibilità del verificarsi di microlacerazioni nel fianco tra la mescola di gommatura e le cordicelle della carcassa a causa dell’impatto generato dal ripetuto passaggio sui cordoli di alcune curve. Un altro aspetto che caratterizzò l'edizione scorsa fu l'elevatissimo tasso di umidità registrato che, unito alle temperature piuttosto elevate, mise a dura prova la resistenza fisica dei piloti in gara. Nonostante questa edizione si disputi con più di un mese di distanza, l'episodio ha comunque prodotto la recente decisione da parte del Consiglio Mondiale della Federazione di introdurre un sistema di raffreddamento standard dell’abitacolo da utilizzare nei Gran Premi più caldi a partire dal 2025.
La Federazione conferma la zona posta lungo il rettilineo principale dei box in cui i piloti possono attivare il Drag Reduction System. Il detection point, ovvero il punto per la determinazione del distacco tra i piloti, necessario per consentire l'uso del dispositivo, è posizionato dopo la curva 15. Rispetto all'edizione precedente, il punto di attivazione viene modificato. Se in precedenza era posto 205 metri dopo la curva 16, ora è posizionato 100 metri più avanti, sempre dopo quest'ultima. Il detection point, stabilito nella gara inaugurale 125 metri prima della curva 16, venne spostato più indietro nel 2023, venendo posizionato 40 metri dopo la curva 15. Fin dall'introduzione del dispositivo mobile in Formula 1 il circuito di Lusail è uno dei pochi tracciati caratterizzato da una sola zona per l'utilizzo del DRS.
Rispetto all'edizione del 2023, il tracciato è oggetto di modifiche. Una striscia di ghiaia larga due metri è stata installata dietro il cordolo all'uscita delle curve 1, 2, 3, 4, 5, 12, 13, 14 e 15. I cordoli piramidali sono stati modificati, smussandone la punta. La loro altezza è stata ridotta all'uscita delle curve 1, 2, 4, 5, 10, 13 e 14, e all'ingresso e all'uscita della curva 12. La linea bianca è stata spostata a una distanza di 1,5 metri dalla ghiaia all'uscita delle curve 1, 2, 3, 4, 5, 13, 14 e 15, e all'ingresso della curva 12. Un'altra è stata spostata alla stessa distanza dal bordo posteriore del cordolo all'uscita della curva 10. Un nuovo pannello luminoso è stato installato sulla destra prima della curva 6. La Federazione stabilisce che qualsiasi pilota che non percorre correttamente l'uscita della curva 16 vede il tempo sul giro e immediatamente quello successivo invalidato dai commissari sportivi.
Prima dell'inizio della sessione di prove libere, sulla vettura di Lewis Hamilton viene installata la quarta scatola del cambio e la quarta trasmissione. Il pilota britannico della Mercedes non è penalizzato sulla griglia di partenza in quanto i nuovi componenti installati rientrano tra quelli utilizzabili nel numero massimo stabilito dal regolamento tecnico.

### Aspetti sportivi
Il Gran Premio rappresenta il ventitreesimo appuntamento stagionale a distanza di una settimana dalla disputa del Gran Premio di Las Vegas, ventiduesima gara del campionato. Per la decima volta in stagione, il calendario prevede una prova a distanza di una settimana dall'altra. Dopo l'ultima prova dell'anno disputata negli Stati Uniti d'America, il mondiale torna in Medio Oriente per la prima volta dal Gran Premio d'Arabia Saudita, per la sesta prova complessiva nel continente asiatico. Il Gran Premio è il nono evento dopo la pausa estiva, la prima di due prove programmate nel mese di dicembre, l'undicesima e penultima gara della seconda parte di stagione, nonché la quinta prova in notturna dell'anno, e la seconda consecutiva. La corsa, che si disputa nel terzo mese differente fin dal suo debutto, è la seconda dell'ultimo trittico di gare del campionato, posta a cavallo tra il precedente Gran Premio di Las Vegas e il successivo Gran Premio di Abu Dhabi, a chiudere il campionato con il numero record di ben ventiquattro appuntamenti. La disputa di tre Gran Premi per tre settimane consecutive avvenne, per la prima volta in assoluto nella storia della categoria, nel campionato 2018, in un'occasione, così come nel 2022 e 2023, e per tre volte ciascuno nel 2020 e 2021. Il mondiale disputa un appuntamento su un tracciato permanente per la prima volta dal Gran Premio di San Paolo. Il contratto per l'inserimento della gara nel calendario mondiale, stipulato prima dell'edizione inaugurale, prevede la disputa del Gran Premio fino alla stagione 2031, con la sede che potrebbe mutare nelle stagioni future. Sponsor del Gran Premio è, come nell'edizione precedente, la compagnia locale di bandiera Qatar Airways. A questa edizione assistono 154 973 spettatori nel corso del weekend di gara, il quale rappresenta il record assoluto per il Gran Premio. Il precedente primato apparteneva all'edizione del 2023, caratterizzata da una presenza di 120 000 spettatori nel fine settimana.
Presente nel calendario del campionato mondiale di Formula 1 dalla stagione 2021, il Gran Premio del Qatar vede la disputa della sua terza edizione. L'appuntamento debuttò occupando il posto vacante in calendario lasciato dal Gran Premio d'Australia, annullato a causa delle problematiche dettate dalla pandemia di COVID-19. Esso è il quarto attuale Gran Premio ospitato da una nazione del Medio Oriente, dopo quelli di Bahrein, Abu Dhabi e d'Arabia Saudita, ed è il quinto complessivo nella storia del mondiale in questa area geografica considerando quello di Sakhir del 2020. Il Gran Premio fu il quarto della storia a corrersi interamente in notturna, dopo quelli di Singapore, Bahrein e Sakhir. Il Gran Premio, una volta resa nota la sua presenza nel calendario mondiale, ha ricevuto critiche da parte di Amnesty International riguardo ai diritti umani nel Paese. Il circuito di Lusail, sede della gara, è stato inizialmente scelto come tracciato provvisorio per la sola edizione inaugurale. A partire dal 2023 doveva essere inizialmente costruito un nuovo circuito appositamente per le vetture di Formula 1, prima che il Gran Premio fosse mantenuto sulla stessa pista fino all'edizione corrente. Nel 2022 il Gran Premio non ha avuto luogo in quanto il Paese si è concentrato nell'ospitare il campionato mondiale di calcio. Per l'occasione il circuito è stato oggetto di lavori di riqualificazione comprendendo nuove aree e condizioni di sicurezza di alto livello per varie categorie a due e quattro ruote. Ampie ristrutturazioni sono state condotte alla pit lane e al paddock, insieme alla completa riasfaltatura del tracciato.
Il Gran Premio del Qatar viene scelto, per la seconda stagione consecutiva, come sesto e ultimo evento per questo campionato, dove il weekend di gara è caratterizzato dal formato della Sprint, una gara di 100 km con scelta libera a livello di mescole di gomme e senza necessità di effettuare pit stop il cui risultato attribuisce punti validi per la classifica piloti e costruttori ai primi otto classificati. La Federazione, Liberty Media e i team raggiungono un accordo per il numero dei Gran Premi dove utilizzare il formato della Sprint. Come nel 2023 il numero degli eventi è confermato a sei. I Gran Premi ad ospitare il formato della Sprint sono: il Gran Premio di Cina, Miami, Austria, Stati Uniti d'America, San Paolo e Qatar. Il sistema di punteggio da attribuire durante la Sprint, sempre valevole per le classifiche piloti e costruttori, è quello adottato dal 2022, comprendendo sempre i primi otto classificati, i quali nell'ordine ricevono 8, 7, 6, 5, 4, 3, 2 e 1 punto. La riunione della F1 Commission prima dell'inizio del campionato ha annunciato i cambiamenti riguardo al formato per i Gran Premi caratterizzati dalla disputa della Sprint, in particolare sulla programmazione delle sessioni. La mattina del venerdì rimane invariata, con la disputa dell'unica sessione di prove libere del weekend. Nel venerdì pomeriggio viene disputata la Qualifica Sprint, composta dalla Q1 di 12 minuti, Q2 di 10 e Q3 di 8, e che determina la griglia di partenza della Sprint, che quest'anno viene disputata il sabato mattina, contraddistinta da una distanza di gara di 19 giri per questo evento o massimo 60 minuti secondo regolamento. Le qualifiche per la gara domenicale vengono quindi spostate dal venerdì pomeriggio al tradizionale sabato pomeriggio, rendendole quindi uniformi con i weekend in cui non viene disputata la Sprint. La gara domenicale rimane invariata. Secondo il regolamento sportivo, la sessione di qualificazione alla Sprint viene ora chiamata Qualifica Sprint, in contrapposizione al nome Sprint Shootout utilizzato la stagione precedente. Il termine Qualifica Sprint era stato precedentemente utilizzato nella stagione 2021, nella quale debuttò la Sprint, per riferirsi alla gara breve stessa. L'altro cambiamento riguarda l'introduzione di un doppio parco chiuso, uno riguardante la Sprint ed uno riguardante la gara. Le monoposto entreranno in regime di parco chiuso all'inizio della prima fase della qualifica per la Sprint (SQ1), per uscirne alla partenza della gara breve. Torneranno poi in regime di parco chiuso all'inizio della Q1, per restarci, come di consueto, fino alla partenza della gara.
Max Verstappen della Red Bull Racing e Lewis Hamilton della Mercedes hanno un successo a testa e una pole position nel Gran Premio del Qatar. Verstappen detiene il maggior numero di giri più veloci e di podi (2). A podio hanno concluso, oltre a Hamilton, Fernando Alonso dell'Aston Martin, e i due piloti della McLaren, Oscar Piastri e Lando Norris. Mercedes e Red Bull Raving si dividono una vittoria e un giro più veloce in due edizioni della gara, mentre il costruttore austriaco ha due giri più veloci e due podi, insieme alla McLaren. Gli altri team a salire sul podio sono stati l'Alpine e la Mercedes, per una volta a testa. Le due edizioni della gara sono state vinte dalla pole position e hanno sempre figurato l'utilizzo della safety car. Il Gran Premio ha assegnato il titolo piloti per una volta, nell'edizione precedente a Verstappen, durante la Sprint, per il primo appuntamento della storia oggetto dell'assegnazione del titolo piloti nella gara veloce. Il circuito di Lusail divenne l'ottavo tracciato a ospitare la gara breve dalla sua introduzione nel 2021. Essa fu vinta da Piastri, alla prima vittoria nella categoria in qualsiasi formato di gara. La corsa invece non hai mai assegnato il titolo costruttori. Nell'edizione inaugurale del 2021 la McLaren prese parte al novecentesimo Gran Premio, e in quella del 2023 segnò il cinquecentesimo podio. Verstappen ottenne la trentesima pole position in carriera. Pierre Gasly dell'Alpine ottenne la prima partenza in carriera in prima fila nel 2021 con l'ex scuderia denominata AlphaTauri.
La Sauber viene iscritta al Gran Premio come Kick Sauber F1 Team, senza l'utilizzo nella denominazione dell'altro title sponsor della squadra, Stake. La scuderia svizzera ha adottato la stessa denominazione anche nei Gran Premi d'Australia, di Spagna e del Belgio. L'argentino Franco Colapinto della Williams, che ha preso il posto di Logan Sargeant a partire dal Gran Premio d'Italia, corre per la prima volta sul circuito di Lusail. Il neozelandese Liam Lawson della RB, che ha sostituito Daniel Ricciardo dal Gran Premio degli Stati Uniti d'America, ha invece già gareggiato sulla pista qatariota nell'edizione precedente quando sostituì proprio l'infortunato Ricciardo, con l'ex scuderia denominata AlphaTauri. L'Alpine corre con una speciale livrea in rosa, realizzata in collaborazione con lo sponsor BWT. Essa, utilizzata nel predecente Gran Premio di Las Vegas, sarà in uso anche nell'ultima gara del campionato ad Abu Dhabi. La Williams prende parte all'ottocentocinquantesimo Gran Premio della propria storia. La Formula 1 segna un accordo di massima con General Motors-Cadillac per l'ingresso di un undicesimo team nella stagione 2026. Il team, sotto licenza statunitense, andrà a formare una griglia composta da ventidue vetture per la prima volta dal 2016.
L'ex pilota di Formula 1, il britannico Derek Warwick, è nominato commissario aggiunto per la gara. Ha svolto già in passato tale funzione, l'ultima nel Gran Premio degli Stati Uniti d'America. È la casa automobilistica tedesca Mercedes a fornire la safety car e la medical car, per l'ultima volta fornitrice delle vetture nel precedente Gran Premio di Las Vegas.

## Prove

### Resoconto
Il più veloce della sessione di prove libere è Charles Leclerc, col tempo ottenuto con gomme soft. La prestazione è stata favorita anche da temperature non particolarmente alte. Alle spalle del pilota della Ferrari, che ha mostrato velocità anche con l'utilizzo delle gomme hard, si sono classificate le due McLaren. Non ha impressionato la Red Bull Racing, che si è interessata maggiormente alla ricerca della migliore strategia per la gara, piuttosto che per il giro singolo: Verstappen è undicesimo, mentre Sergio Pérez ha il diciottesimo tempo. Il tempo di Leclerc di 1'21"953 rappresenta il rilievo cronometrico più rapido sul circuito di Lusail, alla media di 238,043 km/h. Il precedente primato apparteneva a Verstappen che ottenne il tempo di 1'23"778 durante qualifiche dell'edizione precedente, valevole per la pole position, alla media di 232,858 km/h.

### Risultati
Nella sessione di prove libere si è avuta questa situazione:
| Pos | Nº | Pilota          | Costruttore      | Tempo    | Gap    | Giri |
| --- | -- | --------------- | ---------------- | -------- | ------ | ---- |
| 1   | 16 | Charles Leclerc | Ferrari          | 1'21"953 |        | 30   |
| 2   | 4  | Lando Norris    | McLaren-Mercedes | 1'22"378 | +0"425 | 24   |
| 3   | 81 | Oscar Piastri   | McLaren-Mercedes | 1'22"425 | +0"472 | 26   |

## Qualifica Sprint

### Resoconto
Leclerc marca il tempo di riferimento in 1'23"259, con Max Verstappen lontano di 0"032 dal tempo del ferrarista. Valtteri Bottas è subito alle spalle del campione del mondo, davanti a Sainz Jr.. Gasly è quinto, prima che Lando Norris porti il limite in 1'22"785. Staccato di 26 millesimi dal pilota della McLaren c'è ora Russell. Bottas risale quarto, battuto, in seguito, da Kevin Magnussen. Sainz Jr. scala al comando, subito migliorato dal compagno di team Leclerc (1'22"105). Verstappen si ripiazza davanti a Norris, mentre Pierre Gasly ritorna al quarto posto. In vetta torna anche Norris (1'22"021). Oscar Piastri scala terzo, Hamilton è ottavo, prima che George Russell rientri al secondo posto, ma con lo stesso tempo di Norris. Ocon coglie il nono tempo, battuto da Hülkenberg, che risale ottavo. Norris è il primo pilota a scendere sotto il minuto e 22 secondi, con 1'21"356. Al termine della sessione vengono eliminati Pérez, Tsunoda, Ocon, Zhou e Colapinto.
Nella seconda fase Nico Hülkenberg chiude il primo giro in 1'22"416, lasciando Magnussen a mezzo secondo, prima che Verstappen faccia meglio, in 1'22"188. Carlos Sainz Jr. si intercala tra le Haas; poco dopo Leclerc prende la vetta, con 1'22"130. Norris non è capace di battere il tempo del monegasco, ma batte quello di Verstappen. Sarà Piastri a battere Leclerc (1'22"050). Le Mercedes optano per due giri di riscaldamento. Verstappen, pur con un errore di guida, si avvicina al tempo di Piastri, che sarà migliorato da Sainz Jr., con Leclerc che resta a soli nove millesimi dallo spagnolo. La strategia della Mercedes premia Russell, che prende il comando, con 1'21"488. Hamilton, invece, non va oltre il settimo tempo. Chi progredisce è Norris, che segna 1'21"231. Piastri torna terzo, mentre Stroll è nono. Verstappen risale quarto. Non accedono alla fase finale Alonso, Albon, Bottas, Stroll e Magnussen.
Nella terza fase Sainz Jr. e Verstappen si ostacolano nel primo settore del circuito, mentre le due McLaren prendono la pista più tardi, e sembrano limitarsi a un solo giro rapido. Leclerc si porta al comando (1'21"075), battuto da Norris (1'21"012). Piastri resta a oltre un decimo e mezzo dal tempo fatto segnare dal suo compagno di team. Verstappen è terzo, ma viene battuto da Russell. I piloti della McLaren riescono a effettuare un secondo giro rapido, ma senza migliorarsi. Sainz Jr. chiude col quarto tempo, davanti a Leclerc.
Lando Norris conquista la terza pole position valevole per la Sprint in carriera, la prima dopo quella del Gran Premio di Cina. Il britannico della McLaren è al secondo posto per numero delle partenze al palo nella gara rapida su diciotto sessioni fin qui disputate, dopo l'introduzione nella stagione 2021, dietro solo a Verstappen. Norris è il secondo pilota differente in pole position nella gara rapida su altrettante Qualifiche Sprint disputate nel Gran Premio del Qatar. Per Russell, secondo, è la seconda prima fila nella Sprint dopo quella del Gran Premio degli Stati Uniti d'America, mentre per Verstappen la sesta posizione è il suo peggior risultato in questa sessione dopo che in precedenza aveva sempre centrato le prime due file. Per la McLaren è la quinta pole position nella Qualifica Sprint, la terza in stagione, la prima dopo quella nel Gran Premio di San Paolo con Piastri, e la seconda consecutiva in questo appuntamento. La Mercedes, con un distacco di 0"063 dal miglior tempo di Norris, non è mai partita in prima posizione nella gara breve. Il tempo della pole position per la Sprint di Norris in 1'21"012 rappresenta il rilievo cronometrico più rapido sul circuito di Lusail, alla media di 240,808 km/h. Il precedente primato apparteneva a Leclerc che registrò un tempo di 1'21"953 durante la sessione di prove libere, alla media di 238,043 km/h.
Sono stati cancellati cinque tempi dai commissari sportivi ai piloti per non aver rispettato i limiti della pista, durante la Qualifica Sprint. Si sono visti cancellare il tempo due volte Liam Lawson (una volta alla curva 5 e una volta alla curva 6) e Oscar Piastri (una volta alla curva 2 e una volta alla curva 6), una volta Kevin Magnussen (alla curva 6).
Kevin Magnussen, Lance Stroll, Valtteri Bottas, Carlos Sainz Jr., Charles Leclerc, Alexander Albon, Max Verstappen, Pierre Gasly, Sergio Pérez, Lando Norris, Liam Lawson, Oscar Piastri, George Russell, Franco Colapinto, Lewis Hamilton, Zhou Guanyu e Yuki Tsunoda non ricevono sanzioni da parte dei commissari sportivi, per non aver rispettato le istruzioni stabilite dalla direzione gara. Tutti i piloti hanno superato il tempo limite di un minuto e quaranta secondi valevole tra la seconda linea della safety car e la prima di essa. Albon e Lawson per quattro volte: nel corso del quarto, sesto e settimo giro in SQ1, e nel corso del dodicesimo in SQ2 per il thailandese; nel corso del quarto e sesto giro in SQ1, e nel corso dell'undicesimo e tredicesimo in SQ2 per il neozelandese. Stroll, Verstappen, Piastri, Russell e Hamilton per tre volte: nel corso del quarto e sesto giro in SQ1, e nel corso del dodicesimo in SQ2 per il canadese; nel corso del quarto, sesto e settimo giro in SQ1 per l'olandese; nel corso del quarto e sesto giro in SQ1, e nel corso del decimo in SQ2 per l'australiano; nel corso del quarto e sesto giro in SQ1, e nel corso dell'undicesimo in SQ2 per il primo britannico della Mercedes; nel corso del sesto giro in SQ1, nel corso del dodicesimo in SQ2 e nel corso del diciottesimo in SQ3 per il secondo britannico della Mercedes. Magnussen, Bottas, Leclerc, Gasly e Colapinto per due volte: nel corso del quarto e sesto giro in SQ1 per il danese; nel corso del quarto e settimo giro in SQ1 per il finlandese; nel corso del quarto giro in SQ1 e nel corso del tredicesimo in SQ2 per il monegasco; nel corso del quarto e sesto giro in SQ1 per il francese; nel corso del sesto e settimo giro in SQ1 per l'argentino. Sainz Jr., Pérez e Norris nel corso del quarto giro in SQ1, Zhou nel corso del settimo, sempre nella stessa fase, e Tsunoda nel corso del sesto, sempre in SQ1.
Al termine della Qualifica Sprint, Sergio Pérez e Yuki Tsunoda vengono convocati dai commissari sportivi nella giornata del sabato in quanto i due piloti non hanno rispettato le istruzioni stabilite dalla direzione gara, superando il tempo limite di un minuto e quaranta secondi valevole tra la seconda linea della safety car e la prima di essa, durante la SQ1. Entrambi i piloti ricevono una reprimenda legata alla guida, la prima della stagione per il messicano della Red Bull Racing e la seconda del campionato per il giapponese della RB.
La riunione dei piloti, prevista un'ora e mezza dopo la disputa della Qualifica Sprint, viene cancellata.

### Risultati
Nella sessione della Qualifica Sprint si è avuta questa situazione:
| Pos                         | Nº | Pilota           | Costruttore                  | SQ1      | SQ2      | SQ3      | Griglia |
| --------------------------- | -- | ---------------- | ---------------------------- | -------- | -------- | -------- | ------- |
| 1                           | 4  | Lando Norris     | McLaren-Mercedes             | 1'21"356 | 1'21"231 | 1'21"012 | 1       |
| 2                           | 63 | George Russell   | Mercedes                     | 1'22"021 | 1'21"488 | 1'21"075 | 2       |
| 3                           | 81 | Oscar Piastri    | McLaren-Mercedes             | 1'22"218 | 1'21"548 | 1'21"171 | 3       |
| 4                           | 55 | Carlos Sainz Jr. | Ferrari                      | 1'21"838 | 1'21"809 | 1'21"281 | 4       |
| 5                           | 16 | Charles Leclerc  | Ferrari                      | 1'22"156 | 1'21"818 | 1'21"308 | 5       |
| 6                           | 1  | Max Verstappen   | Red Bull Racing-Honda RBPT   | 1'22"033 | 1'21"784 | 1'21"315 | 6       |
| 7                           | 44 | Lewis Hamilton   | Mercedes                     | 1'22"151 | 1'21"734 | 1'21"474 | 7       |
| 8                           | 10 | Pierre Gasly     | Alpine-Renault               | 1'22"586 | 1'22"352 | 1'21"978 | 8       |
| 9                           | 27 | Nico Hülkenberg  | Haas-Ferrari                 | 1'22"569 | 1'22"318 | 1'22"088 | 9       |
| 10                          | 30 | Liam Lawson      | RB-Honda RBPT                | 1'22"705 | 1'22"393 | 1'22"577 | 10      |
| 11                          | 14 | Fernando Alonso  | Aston Martin Aramco-Mercedes | 1'22"499 | 1'22"433 | N.D.     | 11      |
| 12                          | 23 | Alexander Albon  | Williams-Mercedes            | 1'22"705 | 1'22"526 | N.D.     | 12      |
| 13                          | 77 | Valtteri Bottas  | Kick Sauber-Ferrari          | 1'22"506 | 1'22"538 | N.D.     | 13      |
| 14                          | 18 | Lance Stroll     | Aston Martin Aramco-Mercedes | 1'22"522 | 1'22"599 | N.D.     | 14      |
| 15                          | 20 | Kevin Magnussen  | Haas-Ferrari                 | 1'22"560 | 1'22"738 | N.D.     | 15      |
| 16                          | 11 | Sergio Pérez     | Red Bull Racing-Honda RBPT   | 1'22"718 | N.D.     | N.D.     | PL      |
| 17                          | 22 | Yuki Tsunoda     | RB-Honda RBPT                | 1'22"722 | N.D.     | N.D.     | 16      |
| 18                          | 31 | Esteban Ocon     | Alpine-Renault               | 1'22"906 | N.D.     | N.D.     | 17      |
| 19                          | 24 | Zhou Guanyu      | Kick Sauber-Ferrari          | 1'22"948 | N.D.     | N.D.     | 18      |
| 20                          | 43 | Franco Colapinto | Williams-Mercedes            | 1'23"423 | N.D.     | N.D.     | PL      |
| Tempo limite 107%: 1'27"050 |    |                  |                              |          |          |          |         |

In grassetto sono indicate le migliori prestazioni in SQ1, SQ2 e SQ3.

## Sprint

### Resoconto
Sergio Pérez e Franco Colapinto, qualificatisi rispettivamente in sedicesima e ventesima posizione, sono costretti a partire dalla pit lane in quanto le loro vetture sono state modificate sotto il regime di parco chiuso.
Tutti i piloti, a eccezione di Zhou Guanyu, che parte con gomme morbide, sono con gomme medie. Al via Norris mantiene la vetta, mentre Oscar Piastri prende la seconda posizione a Russell, con un sorpasso all'esterno, alla prima curva. Leclerc e Verstappen sono autori, invece, di partenze poco felici, che fanno perdere diverse posizioni. Dalla pit lane parte meglio Colapinto che prende la posizione a Sergio Pérez. Russell attacca presto Piastri, ma senza riuscire a passare l'australiano. Questa situazione favorisce Carlos Sainz Jr., che si avvicina al pilota della Mercedes. In realtà il ritmo imposto alla gara dal duo di testa è molto lento, tanto che tutto il gruppo di piloti resta compatto. Norris cerca di non staccare Piastri, al fine di garantirgli l'uso del DRS, e così dare l'opportunità di difendersi meglio da possibili attacchi di Russell.
Al nono giro Russell prova un altro attacco a Piastri, che, però resta secondo. Quattro giri dopo Leclerc mette pressione a Lewis Hamilton, per la quinta posizione: i due corrono appaiati per tre curve, prima che il pilota della Ferrari abbia la meglio. Norris aumenta il ritmo, tanto che Piastri perde il vantaggio del DRS: Russell prova ancora a prendere la seconda posizione, ma sempre senza successo. Questa strategia sembra penalizzare la tenuta degli pneumatici del britannico della McLaren, che viene così invitato dal suo team a ridurre il passo di gara. Ciò porta i primi quattro piloti a tenersi nello spazio di 2"5. Solo all'ultimo giro la classifica cambia: Norris cede la vittoria a Piastri. Russell, terzo, chiude a meno di mezzo secondo dal vincitore.
Oscar Piastri vince la seconda Sprint in carriera dopo l'introduzione della gara breve nella stagione 2021, su diciotto gare veloci fin qui corse nella storia del mondiale. Per il pilota australiano della McLaren è il secondo successo consecutivo nella gara veloce del Gran Premio del Qatar su altrettante disputate. Piastri eguaglia i successi di Bottas in questa sessione, al secondo posto di sempre, dietro solo a Verstappen. Norris, secondo, eguaglia il numero di podi nella gara veloce di Pérez e Leclerc, al secondo posto di sempre, mentre per Verstappen l'ottava posizione è il peggior risultato in questa sessione. Per la McLaren è il terzo successo nella Sprint, il secondo stagionale dopo quello nel Gran Premio di San Paolo con Norris, e la seconda doppietta consecutiva nella gara breve dopo quella in Brasile. La scuderia di Woking eguaglia i successi della Mercedes in questa sessione, al secondo posto di sempre, dietro solo alla Red Bull Racing, e segna dodici podi, al secondo posto generale. Il giro più veloce della Sprint di Leclerc in 1'23"923 rappresenta il rilievo cronometrico più rapido sul circuito di Lusail in condizioni di gara, alla media di 232,455 km/h. Il precedente primato apparteneva a Verstappen che registrò un tempo di 1'24"319 durante la gara della domenica nell'edizione precedente, alla media di 231,364 km/h.
Sono stati cancellati due tempi dai commissari sportivi ai piloti per non aver rispettato i limiti della pista, durante la Sprint. Si sono visti cancellare il tempo Kevin Magnussen e Oscar Piastri (alla curva 7). Al termine della Sprint, Zhou Guanyu viene convocato dai commissari sportivi in quanto non ha rispettato le istruzioni stabilite dalla direzione gara, superando il tempo limite di un minuto e quaranta secondi valevole tra la seconda linea della safety car e la prima di essa, nei giri di ricognizione prime di schierarsi sulla griglia di partenza. Il pilota cinese della Sauber non riceve sanzioni.

### Risultati
Nella sessione della Sprint si è avuta questa situazione:
| Pos | Nº | Pilota           | Costruttore                  | Giri | Tempo/Ritiro | Griglia | Punti |
| --- | -- | ---------------- | ---------------------------- | ---- | ------------ | ------- | ----- |
| 1   | 81 | Oscar Piastri    | McLaren-Mercedes             | 19   | 27'03"010    | 3       | 8     |
| 2   | 4  | Lando Norris     | McLaren-Mercedes             | 19   | +0"136       | 1       | 7     |
| 3   | 63 | George Russell   | Mercedes                     | 19   | +0"410       | 2       | 6     |
| 4   | 55 | Carlos Sainz Jr. | Ferrari                      | 19   | +1"326       | 4       | 5     |
| 5   | 16 | Charles Leclerc  | Ferrari                      | 19   | +5"073       | 5       | 4     |
| 6   | 44 | Lewis Hamilton   | Mercedes                     | 19   | +5"650       | 7       | 3     |
| 7   | 27 | Nico Hülkenberg  | Haas-Ferrari                 | 19   | +8"508       | 9       | 2     |
| 8   | 1  | Max Verstappen   | Red Bull Racing-Honda RBPT   | 19   | +10"368      | 6       | 1     |
| 9   | 10 | Pierre Gasly     | Alpine-Renault               | 19   | +14"513      | 8       |       |
| 10  | 20 | Kevin Magnussen  | Haas-Ferrari                 | 19   | +15"485      | 15      |       |
| 11  | 14 | Fernando Alonso  | Aston Martin Aramco-Mercedes | 19   | +19"204      | 11      |       |
| 12  | 77 | Valtteri Bottas  | Kick Sauber-Ferrari          | 19   | +23"351      | 13      |       |
| 13  | 18 | Lance Stroll     | Aston Martin Aramco-Mercedes | 19   | +24"421      | 14      |       |
| 14  | 31 | Esteban Ocon     | Alpine-Renault               | 19   | +30"379      | 17      |       |
| 15  | 23 | Alexander Albon  | Williams-Mercedes            | 19   | +33"062      | 12      |       |
| 16  | 30 | Liam Lawson      | RB-Honda RBPT                | 19   | +34"356      | 10      |       |
| 17  | 22 | Yuki Tsunoda     | RB-Honda RBPT                | 19   | +35"102      | 16      |       |
| 18  | 43 | Franco Colapinto | Williams-Mercedes            | 19   | +35"639      | PL      |       |
| 19  | 24 | Zhou Guanyu      | Kick Sauber-Ferrari          | 19   | +1'11"436    | 18      |       |
| 20  | 11 | Sergio Pérez     | Red Bull Racing-Honda RBPT   | 19   | +1'14"371    | PL      |       |

## Qualifiche

### Resoconto
I piloti sono piuttosto lenti a entrare in pista. Bottas segna il primo tempo di riferimento, battuto da Stroll. I piloti della Haas sfruttano due giri di pista, per scaldare gli pneumatici, così come Pérez. Alle spalle di Stroll si piazza Alonso, mentre Leclerc è capace di intercalarsi tra le due Aston Martin. Norris scala primo (1'22"029), battuto da Verstappen, primo a scendere sotto il minuto e 22 secondi. A meno di un decimo dal tempo di Norris si classifica Piastri. Hamilton entra in classifica col quarto tempo, Bottas si pone alle sue spalle, ma meglio fa Russell (1'21"519). Sainz Jr. coglie il quarto tempo, Pérez è settimo, mentre Lando Norris è secondo. Le Aston Martin confermano la loro velocità, con Stroll quarto, e Alonso terzo, a soli 0"089 da Russell. Le Alpine hanno economizzato l'uso di gomme morbide, scegliendo di entrare in pista, a soli otto minuti dal termine della Q1: Gasly è quinto, ma Esteban Ocon è solo ventesimo. Leclerc progredisce al quarto posto, staccato di 111 millesimi da Russell. Hamilton, sfruttando la scia concessagli dal suo compagno di scuderia, progredisce al sesto posto. Sainz Jr. sale secondo, Verstappen è quarto, Russell lima ancora il suo tempo. A tre minuti dalla fine della prima fase, sette piloti sono separati da due decimi. Con 1'21"278 Leclerc batte Russell. Anche Sainz Jr. si migliora, restando però terzo. Al termine di sessione la lotta per il miglior tempo premia Russell (1'21"241). Vengono eliminati Albon, Lawson, Hülkenberg, Colapinto e Ocon. 
Nella seconda fase George Russell segna la prima prestazione (1'21"161), lasciando staccato Sainz Jr. di tre decimi. Piastri batte Sainz Jr., ma non Russell, mentre Leclerc resta alle spalle dell'australiano. Hamilton, staccato di 433 millesimi da Russell, è quinto. Max Verstappen ha il miglior rilievo cronometrico, con 1'21"085. Pérez chiude col quarto tempo, battuto da Norris, che era molto veloce nel primo settore. In seguito si migliora Piastri, che resta a 36 millesimi da Verstappen. Sainz Jr. esce dai box sfiorando il sopraggiungente Hamilton, ma evitando la collisione. Russell batte, per un millesimo, Verstappen. Poco dopo anche Sainz Jr. resta a un millesimo da un altro tempo, quello di Charles Leclerc. Il monegasco ritorna terzo, mentre la lotta per il primo posto arride nuovamente a Verstappen (1'21"049). Il primo pilota che chiude un giro a meno di un minuto e 21 è Norris, che batte per 66 millesimi il crono del pilota della Red Bull Racing. Magnussen, dopo il miglior parziale del primo settore, è sesto. Leclerc sale secondo, Russell progredisce al quarto posto, e Sainz Jr. al sesto. Alonso sale settimo, Hamilton quinto, mentre Verstappen è primo (1'20"687). Non accedono alla terza fase Gasly, Zhou, Bottas, Tsunoda e Stroll.
In Q3 Magnussen termina il primo tentativo in 1'21"500; tocca, poi, a Sainz Jr. chiudere, in 1'21"042, prima che Leclerc porti il limite in 1'20"885. Russell, Piastri e Hamilton optano per due giri di preparazione, prima dell'attacco al tempo. Pérez è quarto, Alonso prende il terzo tempo, che gli viene annullato, per il mancato rispetto dei limiti di pista. Norris abortisce il suo primo tentativo, per un errore di guida. Russell è capace di battere Leclerc, con 1'20"575. Piastri è solo quarto, prima che Lewis Hamilton rimonti terzo. Chi si avvicina al tempo di Russell è Verstappen, che però è più lento di 45 millesimi. Norris rientra in pista quando mancano diversi minuti al termine di sessione, al fine di provare due giri veloci. Anche questa volta il primo tentativo non è felice, col pilota che non trova il giusto riscaldamento delle gomme: dopo un altro giro lento, Norris tenta il suo unico giro rapido. Nel frattempo Sainz Jr. chiude col quinto tempo, e Leclerc, pur migliorandosi, è solo terzo. In seguito il monegasco è battuto da Piastri che, a sua volta, viene battuto da Norris. Solo Verstappen è capace di fare meglio di Russell, segnando così la pole position, prima che venga penalizzato.
George Russell conquista la quinta pole position in carriera, la seconda consecutiva, e la quarta della stagione. Per la Mercedes è la centoquarantunesima partenza in prima posizione della storia, la seconda consecutiva, la quarta della stagione, e la seconda nel Gran Premio del Qatar dopo quella di Hamilton nell'edizione inaugurale del 2021. Verstappen è qualificato secondo a causa della penalità. L'olandese si è qualificato sesto per la Sprint, ma registra il tempo più rapido in qualifica. L'ultima volta che era stato il più veloce in Q3 fu nel Gran Premio del Belgio, quando perse la pole position a causa di una penalità di dieci posizioni. Norris, terzo, è qualificato davanti al compagno Piastri per la diciannovesima volta in ventitré Gran Premi stagionali.
La quarta posizione di Piastri è la sua miglior partenza da quando vinse dal secondo posto in griglia nel Gran Premio d'Azerbaigian. Leclerc è qualificato quinto come nella Qualifica Sprint. Hamilton è sesto; il britannico non parte tra i primi cinque nelle ultime cinque gare. Finora è stato sopravanzato per 18-5 dal compagno Russell in qualifica. Con la settima posizione di Sainz Jr., la Ferrari ha entrambe le vetture nei primi dieci per la prima volta sul circuito di Lusail. Per Alonso, ottavo, è la miglior qualifica dal Gran Premio degli Stati Uniti d'America. Pérez, nono, interrompe una serie di tre gare consecutive senza accedere alla Q3. La nona posizione del messicano è la sua migliore partenza di sempre su questo circuito. Magnussen, decimo, ottiene la sua terza apparizione in Q3 della stagione, tutte arrivate nelle ultime quattro gare. Gasly è undicesimo dopo essersi qualificato terzo nel precedente Gran Premio di Las Vegas e aver raggiunto la SQ3 nella Qualifica Sprint. Con la dodicesima posizione, Zhou ottiene il miglior risultato nelle prove ufficiali della stagione. Egli si qualifica davanti al compagno Bottas per la seconda gara consecutiva dopo che il finlandese si è qualificato davanti nelle prime ventuno gare del campionato. La Sauber ha ottenuto punti per la classifica costruttori per l'ultima volta nell'edizione precedente della gara. Per Tsunoda, quattordicesimo, è la peggior qualifica dell'anno dal Gran Premio d'Italia. Stroll non ha mai raggiunto il Q3 in tre partecipazioni sul circuito di Lusail, mentre Albon è eliminato in Q1 per la seconda gara di fila, e Lawson per la prima volta in campionato. Hülkenberg è diciottesimo dopo aver raggiunto la SQ3 nella Qualifica Sprint e aver ottenuto punti nella gara veloce. Colapinto è eliminato nella prima fase per la quarta volta nelle ultime cinque gare. Ocon è l'ultimo qualificato; per la quinta volta in stagione l'Alpine presenta una vettura più lenta.
Russell è il terzo pilota del campionato col più alto numero di pole position, dietro solo a Verstappen e Norris. Egli è il terzo poleman differente su altrettante edizioni corse nel Gran Premio del Qatar, il secondo alla guida della Mercedes dopo Hamilton nell'edizione inaugurale del 2021, e il secondo britannico dopo lo stesso Hamilton nella stessa gara. Russell ottiene la quattordicesima prima fila, la quinta della stagione e la seconda in questo appuntamento. Per la prima volta segna due pole position consecutive, nonché tre partenze nelle prime tre posizioni di seguito. È il primo pilota della Mercedes con tre prime file consecutive dopo Hamilton nella stagione 2021 dallo stesso Gran Premio fino a quello di Abu Dhabi. Per Russell è la quinta partenza al palo in altrettanti Gran Premi e circuiti differenti. Il suo tempo in Q3 non è il più rapido della sessione per 0"055 dopo che nella Qualifica Sprint ha ottenuto il secondo posto per 0"063 dal tempo più rapido di Norris. La Mercedes eguaglia le pole position stagionali della Ferrari. Per Verstappen sarebbe stata la quarantunesima pole position in carriera, la nona del campionato e la seconda consecutiva nel Gran Premio del Qatar, e la prima dal Gran Premio d'Austria. Il campione del mondo avrebbe interrotto una striscia di undici gare senza partire in prima posizione. Verstappen riceve una posizione di penalità in griglia di partenza dopo Hülkenberg nel Gran Premio di Germania 2016 e Pérez nel Gran Premio della Toscana 2020. Egli perde la pole position a causa di una penalità per la seconda volta in campionato dopo il Gran Premio del Belgio. Il campione del mondo, con otto pole position in campionato, si aggiudica automaticamente il Trofeo Pole FIA per la terza volta, la seconda consecutiva. Per la Red Bull Racing sarebbe stata la centoquattresima partenza al palo, la nona della stagione e la seconda consecutiva sul circuito di Lusail. 
Russell e Verstappen condividono la prima fila per la sesta volta. Quando il britannico è partito in prima fila con Verstappen, ha sempre vinto l'olandese. Russell aveva in precedenza condiviso la prima fila con Verstappen nel Gran Premio del Canada, ottenendo tempi identici nella Q3. Le prime tre posizioni sono occupate da tre costruttori diversi. Il miglior tempo delle qualifiche di Verstappen in 1'20"520 rappresenta il rilievo cronometrico più rapido sul circuito di Lusail, alla media di 242,280 km/h. Il precedente primato apparteneva a Norris che registrò un tempo di 1'21"012 durante la Qualifica Sprint, valovole per la pole position della gara breve, alla media di 240,808 km/h. La McLaren, in caso di doppietta, può laurearsi campione del mondo costruttori per la prima volta dal 1998.
Sono stati cancellati dieci tempi dai commissari sportivi ai piloti per non aver rispettato i limiti della pista, durante le qualifiche. Si sono visti cancellare il tempo tre volte Fernando Alonso (tutte e tre le volte alla curva 10), due volte Kevin Magnussen (una volta alla curva 1 e una volta alla curva 4), una volta Franco Colapinto e Alexander Albon (alla curva 6), Lance Stroll (alla curva 2), Lando Norris (alla curva 6) e Sergio Pérez (alla curva 4).
Zhou Guanyu, Magnussen, Valtteri Bottas, Oscar Piastri, Max Verstappen, Alonso, Stroll, Liam Lawson, George Russell, Lewis Hamilton, Pierre Gasly, Charles Leclerc e Carlos Sainz Jr. non ricevono sanzioni da parte dei commissari sportivi, per non aver rispettato le istruzioni stabilite dalla direzione gara. Tutti i piloti hanno superato il tempo limite di un minuto e quaranta secondi valevole tra la seconda linea della safety car e la prima di essa. Zhou, Bottas, Piastri, Russell per due volte: nel corso del quarto e decimo giro in Q1 per i due piloti della Sauber; nel corso del settimo e ottavo giro in Q1 per l'australiano; nel corso del decimo giro in Q1 e nel corso del diciannovesimo in Q2 per il britannico. Magnussen nel corso del quarto giro, Verstappen, Alonso e Stroll nel corso dell'ottavo, Lawson, Hamilton e Gasly nel corso del nono, tutti in Q1, e Leclerc e Sainz Jr. nel corso del diciannovesimo in Q2.
Al termine delle qualifiche, Carlos Sainz Jr. e Lewis Hamilton vengono convocati dai commissari sportivi in quanto il pilota spagnolo è stato fatto uscire dai box dai propri meccanici al sopraggiungere di quello britannico, durante la Q2. La Ferrari viene sanzionata di 5 000 euro da parte della Federazione. Max Verstappen e George Russell vengono convocati in quanto il pilota olandese ha guidato lentamente in una situazione che ha coinvolto quello britannico, durante la Q3. Il pilota della Red Bull Racing, qualificato in pole position, viene penalizzato di una posizione in griglia di partenza e di un punto sulla superlicenza. Russell parte in prima posizione.

### Risultati
Nella sessione di qualifica si è avuta questa situazione:
| Pos                         | Nº | Pilota           | Costruttore                  | Q1       | Q2       | Q3       | Griglia |
| --------------------------- | -- | ---------------- | ---------------------------- | -------- | -------- | -------- | ------- |
| 1                           | 1  | Max Verstappen   | Red Bull Racing-Honda RBPT   | 1'21"579 | 1'20"687 | 1'20"520 | 2       |
| 2                           | 63 | George Russell   | Mercedes                     | 1'21"241 | 1'21"069 | 1'20"575 | 1       |
| 3                           | 4  | Lando Norris     | McLaren-Mercedes             | 1'21"578 | 1'20"983 | 1'20"772 | 3       |
| 4                           | 81 | Oscar Piastri    | McLaren-Mercedes             | 1'21"821 | 1'21"121 | 1'20"829 | 4       |
| 5                           | 16 | Charles Leclerc  | Ferrari                      | 1'21"278 | 1'21"000 | 1'20"852 | 5       |
| 6                           | 44 | Lewis Hamilton   | Mercedes                     | 1'21"637 | 1'21"095 | 1'21"011 | 6       |
| 7                           | 55 | Carlos Sainz Jr. | Ferrari                      | 1'21"447 | 1'21"199 | 1'21"041 | 7       |
| 8                           | 14 | Fernando Alonso  | Aston Martin Aramco-Mercedes | 1'21"608 | 1'21"208 | 1'21"251 | 8       |
| 9                           | 11 | Sergio Pérez     | Red Bull Racing-Honda RBPT   | 1'21"675 | 1'21"425 | 1'21"425 | 9       |
| 10                          | 20 | Kevin Magnussen  | Haas-Ferrari                 | 1'21"891 | 1'21"387 | 1'21"500 | 10      |
| 11                          | 10 | Pierre Gasly     | Alpine-Renault               | 1'21"843 | 1'21"437 | N.D.     | 11      |
| 12                          | 24 | Zhou Guanyu      | Kick Sauber-Ferrari          | 1'22"103 | 1'21"501 | N.D.     | 12      |
| 13                          | 77 | Valtteri Bottas  | Kick Sauber-Ferrari          | 1'21"927 | 1'21"731 | N.D.     | 13      |
| 14                          | 22 | Yuki Tsunoda     | RB-Honda RBPT                | 1'22"364 | 1'21"771 | N.D.     | 14      |
| 15                          | 18 | Lance Stroll     | Aston Martin Aramco-Mercedes | 1'22"011 | 1'21"911 | N.D.     | 15      |
| 16                          | 23 | Alexander Albon  | Williams-Mercedes            | 1'22"390 | N.D.     | N.D.     | 16      |
| 17                          | 30 | Liam Lawson      | RB-Honda RBPT                | 1'22"411 | N.D.     | N.D.     | 17      |
| 18                          | 27 | Nico Hülkenberg  | Haas-Ferrari                 | 1'22"442 | N.D.     | N.D.     | 18      |
| 19                          | 43 | Franco Colapinto | Williams-Mercedes            | 1'22"594 | N.D.     | N.D.     | 19      |
| 20                          | 31 | Esteban Ocon     | Alpine-Renault               | 1'22"714 | N.D.     | N.D.     | 20      |
| Tempo limite 107%: 1'26"927 |    |                  |                              |          |          |          |         |

In grassetto sono indicate le migliori prestazioni in Q1, Q2 e Q3.

## Gara

### Resoconto
Già alla partenza Verstappen prende la testa della gara, passando Russell. Il pilota della Red Bull Racing viene insidiato da Norris, che però non ha lo spunto sufficiente per passare davanti. La gara viene subito congelata con la safety car per una serie di incidenti, che avvengono nelle retrovie. Esteban Ocon va in collisione con Nico Hülkenberg: il pilota francese termina contro la vettura di Franco Colapinto. Subito dopo Lance Stroll colpisce Alexander Albon e finisce in testacoda. Solo Ocon e Colapinto sono però costretti all'abbandono, nell'immediato.
Dopo quattro giri in regime di vettura di sicurezza la gara riprende nella sua valenza agonistica, con Piastri che prende la quarta posizione a Leclerc. Per cui la classifica vede sempre in vetta Max Verstappen, seguito da Norris, Russell, Piastri e il duo della Ferrari. Stroll, penalizzato per l'incidente al via, si ritira dopo dieci giri. In seguito anche Lewis Hamilton viene penalizzato, di cinque secondi, per falsa partenza. Dopo una ventina di giri Norris resta vicino a Verstappen, mentre George Russell è staccato di oltre cinque secondi dal suo connazionale, seguono Piastri, a 1"1 da Russell, e Leclerc. Al ventiquattresimo passaggio è proprio Russell a fermarsi per primo, ma viene penalizzato da un pit stop non perfetto.
Sul rettifilo principale resta in traiettoria uno specchietto retrovisore, staccatosi dalla Williams di Albon. Piastri e Sainz Jr. si fermano al trentacinquesimo giro, seguiti, nel giro seguente, da Verstappen, Norris e Leclerc. Poco dopo lo specchietto di Albon viene colpito da Valtteri Bottas, che così sparge detriti sulla pista. Ne fanno le spese Hamilton e Carlos Sainz Jr., che subiscono una foratura. La direzione di gara invia di nuovo in pista la safety car. Ne approfitta Russell, che effettua la sua seconda sosta. 
Alla ripartenza Norris attacca, senza successo, Max Verstappen, così come Piastri, che non riesce a risuperare Leclerc. Pérez finisce in testacoda, mentre Hülkenberg va nella via di fuga. La safety car torna in pista per la terza volta. All'ennesima ripartenza, le posizioni restano congelate: Verstappen comanda su Norris, Leclerc, Piastri e Russell. La direzione di gara infligge uno stop and go di dieci secondi a Norris, per il mancato rispetto delle doppie bandiere gialle, che erano sventolate sul rettilineo principale, per rallentare i piloti a causa dei detriti presenti. Hamilton viene nuovamente penalizzato, questa volta con un drive through, per il mancato rispetto dei limiti di velocità nella pit lane. Negli ultimi giri Sainz Jr. attacca Pierre Gasly, per il quinto posto, ma senza completare il sorpasso, mentre Lando Norris è autore di una rapida rimonta, che lo riporta in zona punti.
Max Verstappen vince il sessantatreesimo Gran Premio in carriera. Per il campione del mondo olandese della Red Bull Racing è il nono successo stagionale, il primo dopo quello nel Gran Premio di San Paolo, e la seconda vittoria nel Gran Premio del Qatar, nonché consecutiva. Per la scuderia austriaca è la centoventiduesima vittoria della propria storia, la nona del campionato e la prima dopo quella in Brasile sempre con Verstappen, e la seconda in questo appuntamento, nonché consecutiva. Leclerc ha conquistato la seconda piazza e ha un margine di otto punti da Norris per il secondo posto in classifica piloti. Entrambi hanno gli stessi podi stagionali (12). Il monegasco non aveva mai concluso più in alto del quinto posto in qualsiasi formato di gara sul circuito di Lusail. Piastri termina terzo per l'ottavo podio della stagione e il decimo della carriera. L'australiano è l'unico ad aver completato tutti i giri in stagione.
Russell è quarto come nella precedente edizione e ha un vantaggio di ventiquattro punti sul compagno Hamilton in classifica generale, con ventisei da assegnare nell'ultimo appuntamento. Con la quinta posizione di Gasly, l'Alpine torna nuovamente al sesto posto in classifica costruttori scavalcando la Haas. I due migliori risultati del pilota francese in questa stagione, e il miglior piazzamento in qualifica, sono arrivati nelle ultime tre gare. Sainz Jr., sesto, ottiene il miglior piazzamento nel Gran Premio del Qatar, mentre l'Aston Martin conquista punti dopo quattro gare grazie al settimo posto di Alonso. Zhou, ottavo, eguaglia il miglior risultato in carriera del Gran Premio del Canada 2022. La Sauber evita quella che sarebbe stata la seconda stagione della propria storia senza punti tra i costruttori. Magnussen, nono, ottiene punti per la quinta volta in stagione. Bottas è undicesimo, al miglior risultato in stagione, e non più ultimo in classifica piloti, dopo aver scavalcato Sargeant. Hamilton è dodicesimo; è solo la tredicesima volta che si classifica così in basso su trecentocinquantacinque Gran Premi. Il mancato arrivo di Pérez è stato il suo primo ritiro meccanico in gara dal Gran Premio del Canada 2022. Ocon è ritirato nel corso del primo giro per la settima volta in carriera e per la seconda volta in stagione dopo il Gran Premio di Monaco. Colapinto è ritirato per la seconda volta nelle ultime tre gare. Entrambi sono partiti dall'ultima fila. Per la Williams, all'ottocentocinquantesimo Gran Premio, si è trattato del settimo incidente negli ultimi quattro weekend di gara. Entrambe le vetture della scuderia di Grove sono quasi ritirate al primo giro. Il costruttore britannico è l'unico in griglia a non aver mai perso entrambe le vetture nel primo giro di gara.
Verstappen estende a nove il numero dei successi stagionali, diventa il più vincente nel Gran Premio del Qatar, e trionfa per la quattordicesima volta conducendo tutti i giri della gara. L'olandese aveva condotto solo trentacinque giri nei sei Gran Premi precedenti. Il campione del mondo, alla seconda vittoria nelle ultime tre gare e al primo trionfo in condizioni di asciutto dalla Sprint nel Gran Premio d'Austria, supera i 3 000 punti in carriera. Verstappen è sul gradino più alto del podio dopo essere arrivato ottavo nella Sprint a 10"368 dal vincitore, in una gara di 19 giri. La Red Bull Racing diventa il costruttore di maggior successo in questa gara. La Ferrari eguaglia il numero dei podi stagionali della McLaren (20). Norris, col sesto giro più veloce in stagione, si aggiudica per la prima volta il DHL Fastest Lap Award. La McLaren vince il riconoscimento per la prima volta dopo essere stato introdotto nella stagione 2007.
Zhou è l'ottavo pilota diverso in stagione premiato pilota del giorno, il primo di nazionalità cinese e il ventisettesimo di sempre dall'introduzione del riconoscimento nella stagione 2016. È stato il più lento Gran Premio del Qatar sul tempo della distanza di gara, corso alla media di 203,282 km/h. La gara, condotta solamente da un solo pilota e vinta per la prima volta dalla seconda posizione, ha visto l'utilizzo della safety car per la terza volta in altrettante edizioni disputate, e segna il maggior numero di ritiri in stagione (5), al pari del Gran Premio del Canada. La vettura di sicurezza ha fatto la sua comparsa per la quarta volta nelle ultime cinque gare, dopo che in precedenza non era stata utilizzata in nove gare consecutive. Tutte e tre le edizioni della gara sono state condotte da un solo pilota. L'unico cambio al vertice si è verificato quando Verstappen ha superato il poleman Russell alla partenza. Cinque costruttori differenti occupano i primi cinque posti. Le ultime tre vetture in griglia sono state tutte coinvolte in incidenti al primo giro. Il podio composto da Verstappen, Leclerc e Piastri è inedito nella storia del mondiale, il settecentotrentottesimo differente. Il giro più veloce della gara di 1'22"384 realizzato da Norris rappresenta il rilievo cronometrico più rapido in condizioni di gara sul circuito di Lusail, alla media di 236,798 km/h. Il precedente record di 1'23"923 fu appannaggio di Leclerc, stabilito durante la Sprint, alla media di 232,455 km/h. Il successivo Gran Premio di Abu Dhabi assegna il mondiale costruttori per la seconda volta dopo l'edizione del 2021. Il titolo viene assegnato nell'ultima gara del campionato per la diciannovesima volta nella storia del mondiale sulle sessantasette stagioni in cui viene proclamato, e per la prima volta dal 2008 tra McLaren e Ferrari. La scuderia di Woking conduce in classifica con ventuno punti sulla Ferrari, e con quarantaquattro assegnabili nell'ultimo appuntamento.
Sono stati cancellati diciotto tempi dai commissari sportivi ai piloti per non aver rispettato i limiti della pista, durante la gara. Si sono visti cancellare il tempo quattro volte Pierre Gasly (tutte e quattro le volte alla curva 16), tre volte Oscar Piastri e Liam Lawson (due volte alla curva 16 e una volta alla curva 6), due volte Fernando Alonso (una volta alla curva 13 e una volta alla curva 6), Kevin Magnussen (entrambe le volte alla curva 1) e Lando Norris (una volta alla curva 1 e una volta alla curva 4), una volta Lewis Hamilton (alla curva 7) e Valtteri Bottas (alla curva 1).

### Risultati
I risultati del Gran Premio sono i seguenti:
| Pos | Nº | Pilota           | Costruttore                  | Giri | Tempo/Ritiro                | Griglia | Punti |
| --- | -- | ---------------- | ---------------------------- | ---- | --------------------------- | ------- | ----- |
| 1   | 1  | Max Verstappen   | Red Bull Racing-Honda RBPT   | 57   | 1h31'05"323                 | 2       | 25    |
| 2   | 16 | Charles Leclerc  | Ferrari                      | 57   | +6"031                      | 5       | 18    |
| 3   | 81 | Oscar Piastri    | McLaren-Mercedes             | 57   | +6"819                      | 4       | 15    |
| 4   | 63 | George Russell   | Mercedes                     | 57   | +14"104                     | 1       | 12    |
| 5   | 10 | Pierre Gasly     | Alpine-Renault               | 57   | +16"782                     | 11      | 10    |
| 6   | 55 | Carlos Sainz Jr. | Ferrari                      | 57   | +17"476                     | 7       | 8     |
| 7   | 14 | Fernando Alonso  | Aston Martin Aramco-Mercedes | 57   | +19"867                     | 8       | 6     |
| 8   | 24 | Zhou Guanyu      | Kick Sauber-Ferrari          | 57   | +25"360                     | 12      | 4     |
| 9   | 20 | Kevin Magnussen  | Haas-Ferrari                 | 57   | +32"177                     | 10      | 2     |
| 10  | 4  | Lando Norris     | McLaren-Mercedes             | 57   | +35"762                     | 3       | 2     |
| 11  | 77 | Valtteri Bottas  | Kick Sauber-Ferrari          | 57   | +50"243                     | 13      |       |
| 12  | 44 | Lewis Hamilton   | Mercedes                     | 57   | +56"122                     | 6       |       |
| 13  | 22 | Yuki Tsunoda     | RB-Honda RBPT                | 57   | +1'01"100                   | 14      |       |
| 14  | 30 | Liam Lawson      | RB-Honda RBPT                | 57   | +1'02"656                   | 17      |       |
| 15  | 23 | Alexander Albon  | Williams-Mercedes            | 56   | +1 giro                     | 16      |       |
| Rit | 27 | Nico Hülkenberg  | Haas-Ferrari                 | 39   | Testacoda                   | 18      |       |
| Rit | 11 | Sergio Pérez     | Red Bull Racing-Honda RBPT   | 38   | Frizione                    | 9       |       |
| Rit | 18 | Lance Stroll     | Aston Martin Aramco-Mercedes | 8    | Danni da incidente          | 15      |       |
| Rit | 43 | Franco Colapinto | Williams-Mercedes            | 0    | Collisione con E. Ocon      | 19      |       |
| Rit | 31 | Esteban Ocon     | Alpine-Renault               | 0    | Collisione con F. Colapinto | 20      |       |

Lando Norris riceve un punto addizionale per aver segnato il giro più veloce della gara.

## Classifiche mondiali

### Piloti
| Pos | Pilota           | Punti |
| --- | ---------------- | ----- |
| 1   | Max Verstappen   | 429   |
| 2   | Lando Norris     | 349   |
| 3   | Charles Leclerc  | 341   |
| 4   | Oscar Piastri    | 291   |
| 5   | Carlos Sainz Jr. | 272   |
| 6   | George Russell   | 235   |
| 7   | Lewis Hamilton   | 211   |
| 8   | Sergio Pérez     | 152   |
| 9   | Fernando Alonso  | 68    |
| 10  | Nico Hülkenberg  | 37    |
| 11  | Pierre Gasly     | 36    |
| 12  | Yuki Tsunoda     | 30    |
| 13  | Lance Stroll     | 24    |
| 14  | Esteban Ocon     | 23    |
| 15  | Kevin Magnussen  | 16    |
| 16  | Alexander Albon  | 12    |
| 17  | Daniel Ricciardo | 12    |
| 18  | Oliver Bearman   | 7     |
| 19  | Franco Colapinto | 5     |
| 20  | Zhou Guanyu      | 4     |
| 21  | Liam Lawson      | 4     |

### Costruttori
| Pos | Costruttore                  | Punti |
| --- | ---------------------------- | ----- |
| 1   | McLaren-Mercedes             | 640   |
| 2   | Ferrari                      | 619   |
| 3   | Red Bull Racing-Honda RBPT   | 581   |
| 4   | Mercedes                     | 446   |
| 5   | Aston Martin Aramco-Mercedes | 92    |
| 6   | Alpine-Renault               | 59    |
| 7   | Haas-Ferrari                 | 54    |
| 8   | RB-Honda RBPT                | 46    |
| 9   | Williams-Mercedes            | 17    |
| 10  | Kick Sauber-Ferrari          | 4     |

## Decisioni della FIA
Al termine della gara, l'australiano Oscar Piastri della McLaren viene convocato dai commissari sportivi per una situazione di pericolo in pit lane durante i giri di ricognizione prima di schierarsi in griglia di partenza. Piastri riceve un avvertimento.
Il canadese Lance Stroll dell'Aston Martin è stato penalizzato di dieci secondi sul tempo di gara e di due punti sulla superlicenza per aver causato una collisione con il thailandese della Williams, Alexander Albon, alla curva 4. La penalità è stata scontata in gara durante una sosta ai box. Il neozelandese Liam Lawson della RB è stato penalizzato di dieci secondi sul tempo di gara e di due punti sulla superlicenza per aver causato una collisione con il finlandese della Sauber, Valtteri Bottas, alla curva 1. La penalità è stata scontata in gara durante una sosta ai box. Il britannico Lewis Hamilton della Mercedes è stato penalizzato di cinque secondi sul tempo di gara per falsa partenza. La penalità è stata scontata in gara durante una sosta ai box. Hamilton è stato anche penalizzato con un drive through per aver superato la velocità massima stabilita dentro la corsia dei box. Albon è stato penalizzato di dieci secondi sul tempo di gara e di due punti sulla superlicenza per aver causato una collisione con il danese della Haas, Kevin Magnussen, alla curva 1. La penalità è stata scontata in gara durante una sosta ai box. Il britannico Lando Norris della McLaren è stato penalizzato con una penalità di dieci secondi di stop and go e di tre punti sulla superlicenza per non aver rallentato a sufficienza durante l'esposizione delle doppie bandiere gialle. Il britannico George Russell della Mercedes è stato penalizzato di cinque secondi sul tempo di gara e di un punto sulla superlicenza per aver mantenuto una distanza di oltre dieci vetture da quella che lo precedeva sotto il regime di safety car. La sua posizione d'arrivo non varia.
Il messicano Sergio Pérez della Red Bull Racing non riceve sanzioni per aver attraversato la pista con la propria vettura, finendo nella traiettoria di quelle in arrivo, dopo il testacoda.